# Kalîșenkove, Konotop
Kalîșenkove (în ucraineană Калишенкове) este un sat în comuna Prîseimea din raionul Konotop, regiunea Sumî, Ucraina.

## Demografie
Componența lingvistică a localității Kalîșenkove
     Ucraineană (94,74%)
     Rusă (5,26%)
Conform recensământului din 2001, majoritatea populației localității Kalîșenkove era vorbitoare de ucraineană (94,74%), existând în minoritate și vorbitori de rusă (5,26%).